# クトクトゥ
クトクトゥ（Qutuqtu、モンゴル語: Хутагт、中国語: 忽覩都、生没年不詳）は、チンギス・カンの子のトルイの庶子で、モンゴル帝国の皇族。『元史』などの漢文史料では忽覩都／忽都禿、『集史』などのペルシア語史料ではقوتوقتوQūtūqtūと記される。

## 概要
クトクトゥの母はリンクム・ハトゥン（لینقوم خاتون,Līnqūm khātūn）と言い、父のトルイにとっては庶出の子供であった。このため、正后ソルコクタニ・ベキから生まれたモンケ、クビライ、フレグ、アリクブケといった兄弟ほどの勢力を持つことはなかった。
オゴデイ・カアンの時期、バトゥを総司令官とするヨーロッパ遠征が計画・実施された一方、これと対になるように南宋への侵攻も行われた。この南宋への侵攻はオゴデイ・カアンの子のクチュを総司令官としており、これにクトクトゥも参加していた。史書にはクチュの名と並列でクトクトゥの名が記されており、遠征軍の中では高い地位にあったことが窺える。
しかし兄弟のモンケやボチュクが参加したヨーロッパ遠征が華々しい戦果を挙げたのとは対照的に、南宋遠征は総司令官のクチュが早い段階で病死してしまったこともあり孟珙率いる南宋軍に撃退されてしまった。
南宋遠征失敗後のクトクトゥの消息については不明である。クトクトゥには男子がなくクトクトゥ家は一代で断絶してしまったが、娘のケルミシュ・アカ（کلمیش اغا,Kelmīsh āghā）はコンギラト部のサルジダイ・キュレゲンに嫁ぎ、モンゴル帝国西方に大きな影響力を持った。

## 家系
- クトクトゥ
  - ケルミシュ・アカ